# Дюна: Дом Харконненов
«Дюна: Дом Харконненов» — роман Брайана Герберта и Кевина Дж Андерсона, действия которого разворачиваются во вселенной, созданной Фрэнком Гербертом. Опубликован в 2000 году. Второй роман из «Прелюдии к Дюне» — трилогии приквелов к оригинальной «Дюне», написанной сыном автора.

## Сюжет
Прошло 19 лет, после того, как Шаддам Коррино IV взошёл на трон Золотого Льва и теперь прочность его позиции на престоле Известной Вселенной зависит от рождения сына — его прямого наследника. Но этому мешает Орден Бене Гессерит, который дал указание жене Императора — Анирул, рожать для правителя только дочерей. Также власти Императора угрожает Барон Владимир Харконнен, который плетёт заговор против него, дабы захватить весь контроль над Империей и возвысить Дом Харконнен. Главными целями заговора Барона являются Дом Атрейдес и Орден Бене Гессерит. Бене Гессерит не подозревают об угрозе, так как они готовятся к окончанию своей работы, продолжавшейся столетия, по созданию Квисатц Хадераха.
Дом Икс и его машины стали жертвой заговора, и одноимённая планета попала в руки Тлейлаксу. Но правящий Дом Икса не знает, что за этим заговором стоит император Шаддам IV, захотевший получить неограниченную власть. Для достижения этой цели он задумал создать искусственную пряность, которая является важным веществом во вселенной и которую можно было добыть только на Арракисе. Тлейлаксу создают для императора искусственную пряность в подземных лабораториях Икса. Но небольшое число повстанцев начинают сражаться, чтобы освободить планету Икс. Появляются новые герои: молодой Лиет-Кинес на Арракисе, хитрый и терпеливый К’тер на Иксе и несдающийся Гурни Халлек на Гьеди Прайм, желающий отомстить Харконненам.
Лето Атрейдес входит в пору, когда необходимо сделать сложный выбор, например, между любовью и честью. У Лето уже есть свой наследник — Виктор. Лето готов пойти на что угодно, чтобы спасти своего сына. Дом Атрейдес встаёт перед выбором: бороться или быть уничтоженными.
Шаддам IV восседает на троне Золотого Льва, и его проект по созданию искусственной пряности находится на стадии завершения. После того, как Император заполучит искусственную пряность, он будет готов пожертвовать даже Арракисом, что может привести к неминуемой катастрофе.
Барон Владимир Харконнен страдает из-за болезни, которой его тайно заразили. Даже высокооплачиваемый врач из Сукской школы — Веллингтон Юйэ, не в силах вылечить Барона.
Дункан Айдахо тренируется с элитными мастерами меча Гиназа, а леди Марго Фенринг — жена имперского смотрителя на Арракисе, вступает в тайную связь со священниками фрименов.